# Jazykowo (obwód samarski)
Jazykowo (ros. Языково) – wieś (sieło) w Rosji, w obwodzie samarskim, w rejonie borskim. W 2010 liczyła 695 mieszkańców.